# Ouin
Der Ouin ist ein Fluss in Frankreich, der in den Regionen Nouvelle-Aquitaine und Pays de la Loire verläuft. Er entspringt an der Gemeindegrenze von Combrand und La Petite-Boissière, entwässert generell Richtung Nordwest bis West und mündet nach rund 34 Kilometern an der Gemeindegrenze von Saint-Laurent-sur-Sèvre und Mortagne-sur-Sèvre als rechter Nebenfluss in einen Nebenarm der  Sèvre Nantaise. Auf seinem Weg durchquert er die Départements Deux-Sèvres und Vendée und bildet im Unterlauf für etwa fünf Kilometer auch die Grenze zum Département Maine-et-Loire.

## Orte am Fluss
(Reihenfolge in Fließrichtung)
- La Petite-Boissière
- Mauléon
- Saint-Laurent-sur-Sèvre